# Сагуткин, Данила Валерьевич
Дани́ла Вале́рьевич Сагу́ткин (укр. Данило Валерійович Сагуткін; род. 19 апреля 1996, Севастополь) — украинский и российский футболист, центральный защитник клуба КДВ. Мастер спорта России (2024).

## Карьера

### Клубная
Воспитанник севастопольского футбола. В 2010—2013 годах находился в РВУФК. С 2014 года — в системе донецкого «Шахтёра». 20 июля 2018 года на правах аренды перешёл в «Арсенал-Киев». Дебютировал в чемпионате Украины 26 августа в матче против «Карпат» (2:1), выйдя на замену на 85-й минуте. 4 июля 2019 года арендован «Енисеем». В 2020—2021 годах защищал цвета «Мариуполя». 21 июня 2021 года пополнил ряды «Акрона». 27 июня 2023 года подписал контракт с «Нефтехимиком». В 2025 году перешёл в КДВ.

### В сборной
В 2015—2016 годах провёл 4 матча за молодёжную сборную Украины.